# Campionato europeo femminile di pallamano 2012
Il campionato europeo femminile di pallamano 2012 è stata la decima edizione del massimo torneo di pallamano per squadre nazionali femminili, organizzato dalla European Handball Federation (EHF). Il torneo si è disputato dal 4 al 16 dicembre 2012 in Serbia in quattro impianti e le finali si sono svolte a Belgrado. Vi hanno preso parte sedici rappresentative nazionali. Il torneo è stato vinto per la prima volta dal Montenegro, che in finale ha sconfitto la Norvegia per 34-31 dopo due tempi supplementari.
Il torneo si sarebbe dovuto svolgere nei Paesi Bassi, ma il 4 giugno 2012 la federazione olandese si è ritirata dall'organizzazione. Il 18 giugno è stato annunciato che la Serbia avrebbe ospitato il torneo.

## Formato
Le sedici nazionali partecipanti sono state suddivise in quattro gironi da quattro squadre ciascuno. Le prime tre classificate accedevano alla seconda fase, dove sono state suddivise in due gironi da sei squadre ciascuno: ciascuna squadra portava nella seconda fase i punti conquistati contro le altre due qualificate del proprio girone e affrontava le altre tre squadre. Le prime due classificate accedevano alle semifinali, mentre le terze partecipavano alla finale per il quinto posto. Le prime due classificate sono qualificate al campionato mondiale 2013.

## Impianti
Il torneo viene disputato in quattro sedi in Serbia.
| Vršac                             | Niš                                  | Belgrado Niš Novi Sad Vršac |
| Millennium Center Capacità: 4 000 | Sportski centar Čair Capacità: 5 000 | Belgrado Niš Novi Sad Vršac |
|                                   |                                      | Belgrado Niš Novi Sad Vršac |
| Novi Sad                          | Belgrado                             | Belgrado Niš Novi Sad Vršac |
| SPC Vojvodina Capacità: 11 500    | Kombank Arena Capacità: 23 000       | Belgrado Niš Novi Sad Vršac |
|                                   |                                      | Belgrado Niš Novi Sad Vršac |

## Qualificazioni
Le qualificazioni al campionato europeo si sono sviluppate su due fasi e vi hanno preso parte 30 squadre nazionali, eccetto i Paesi Bassi, inizialmente ammessi direttamente alla fase finale in qualità di Paese ospitante. Alla prima fase hanno preso parte 4 squadre nazionali, che si sono affrontate in play-off e le due vincenti venivano ammesse alla seconda fase. Le 28 squadre partecipanti alla seconda fase sono state divise in sette gironi da quattro squadre ciascuno, dove ogni squadra affrontava le altre in partite di andata e ritorno. Le prime due classificate in ciascun girone venivano ammesse alla fase finale.

## Squadre partecipanti
| Pr. | Nazione    | Qualificata come                    | Data qualificazione | Precedenti partecipazioni1                               |
| --- | ---------- | ----------------------------------- | ------------------- | -------------------------------------------------------- |
| 1   | Norvegia   | Detentrice del titolo               | 19 dicembre 2010    | 9 (1994, 1996, 1998, 2000, 2002, 2004, 2006, 2008, 2010) |
| 2   | Croazia    | Vincente gruppo 6 di qualificazione | 24 marzo 2012       | 6 (1994, 1996, 2004, 2006, 2008, 2010)                   |
| 3   | Rep. Ceca  | Seconda gruppo 5 di qualificazione  | 25 marzo 2012       | 3 (1994, 2002, 2004)                                     |
| 4   | Svezia     | Vincente gruppo 5 di qualificazione | 25 marzo 2012       | 7 (1994, 1996, 2002, 2004, 2006, 2008, 2010)             |
| 5   | Germania   | Vincente gruppo 1 di qualificazione | 30 maggio 2012      | 9 (1994, 1996, 1998, 2000, 2002, 2004, 2006, 2008, 2010) |
| 6   | Ungheria   | Seconda gruppo 1 di qualificazione  | 30 maggio 2012      | 9 (1994, 1996, 1998, 2000, 2002, 2004, 2006, 2008, 2010) |
| 7   | Romania    | Vincente gruppo 2 di qualificazione | 30 maggio 2012      | 8 (1994, 1996, 1998, 2000, 2002, 2004, 2008, 2010)       |
| 8   | Serbia     | Seconda gruppo 2 di qualificazione  | 30 maggio 2012      | 6 (2000, 2002, 2004, 2006, 2008, 2010)                   |
| 9   | Francia    | Vincente gruppo 4 di qualificazione | 30 maggio 2012      | 6 (2000, 2002, 2004, 2006, 2008, 2010)                   |
| 10  | Danimarca  | Seconda gruppo 6 di qualificazione  | 2 giugno 2012       | 9 (1994, 1996, 1998, 2000, 2002, 2004, 2006, 2008, 2010) |
| 11  | Spagna     | Seconda gruppo 7 di qualificazione  | 2 giugno 2012       | 6 (1998, 2002, 2004, 2006, 2008, 2010)                   |
| 12  | Ucraina    | Vincente gruppo 7 di qualificazione | 3 giugno 2012       | 9 (1994, 1996, 1998, 2000, 2002, 2004, 2006, 2008, 2010) |
| 13  | Macedonia  | Seconda gruppo 4 di qualificazione  | 3 giugno 2012       | 4 (1998, 2000, 2006, 2008)                               |
| 14  | Montenegro | Vincente gruppo 3 di qualificazione | 3 giugno 2012       | 1 (2010)                                                 |
| 15  | Russia     | Seconda gruppo 3 di qualificazione  | 3 giugno 2012       | 9 (1994, 1996, 1998, 2000, 2002, 2004, 2006, 2008, 2010) |
| 16  | Islanda    | Invitata al posto dei Paesi Bassi   | 3 giugno 2012       | 1 (2010)                                                 |

1 Il grassetto indica il vincitore

## Sorteggio
Il sorteggio era in programma il 6 giugno a Rotterdam, ma è stato cancellato a causa del ritiro della federazione olandese. Il sorteggio è stato poi effettuato il 22 giugno 2012 a Monaco.
| Urna 1                                  | Urna 2                                      | Urna 3                                   | Urna 4                                              |
| --------------------------------------- | ------------------------------------------- | ---------------------------------------- | --------------------------------------------------- |
| - Norvegia - Svezia - Romania - Croazia | - Francia - Montenegro - Germania - Ucraina | - Serbia - Danimarca - Russia - Ungheria | - Spagna - Rep. Ceca - Macedonia del Nord - Islanda |

## Turno preliminare

### Gruppo A

#### Classifica finale
| Pos. | Squadra   | Pt | G | V | N | P | GF | GS | DR |
| ---- | --------- | -- | - | - | - | - | -- | -- | -- |
| 1.   | Norvegia  | 6  | 3 | 3 | 0 | 0 | 67 | 62 | +6 |
| 2.   | Serbia    | 4  | 3 | 2 | 0 | 1 | 79 | 75 | +4 |
| 3.   | Rep. Ceca | 2  | 3 | 1 | 0 | 2 | 68 | 71 | -3 |
| 4.   | Ucraina   | 0  | 3 | 0 | 0 | 3 | 62 | 68 | -6 |

#### Risultati
| Arbitri: | Joanna Brehmer Agnieszka Skowronek |

|             |           |                      |
| Borščenko 7 | Marcatori | 6 Štěrbová, Luzumová |

| Arbitri: | Andreu Marín Ignacio García |

|                    |           |              |
| Riegelhuth Koren 8 | Marcatori | 9 Ognjenović |

| Arbitri: | Diana-Carmen Florescu Anamaria Duţă |

|                        |           |              |
| Damnjanović, Popović 5 | Marcatori | 7 Manaharova |

| Arbitri: | Helena Crnojević Emina Kostecki-Radić |

|             |           |           |
| Poznarová 5 | Marcatori | 8 Sulland |

| Arbitri: | Zigmārs Stoļarovs Renārs Līcis |

|           |           |                     |
| Sulland 6 | Marcatori | 4 Glibko, Borščenko |

| Arbitri: | Péter Horvárth Balázs Márton |

|                    |           |                    |
| Lekić, Pop-Lazić 6 | Marcatori | 6 Černá, Chrenková |

### Gruppo B

#### Classifica finale
| Pos. | Squadra   | Pt | G | V | N | P | GF | GS | DR  |
| ---- | --------- | -- | - | - | - | - | -- | -- | --- |
| 1.   | Francia   | 4  | 3 | 2 | 0 | 1 | 80 | 61 | +19 |
| 2.   | Danimarca | 4  | 3 | 2 | 0 | 1 | 91 | 84 | +7  |
| 3.   | Svezia    | 4  | 3 | 2 | 0 | 1 | 70 | 65 | +5  |
| 4.   | Macedonia | 0  | 3 | 0 | 0 | 3 | 61 | 92 | -31 |

#### Risultati
| Arbitri: | Péter Horvárth Balázs Márton |

|            |           |             |
| Baudouin 8 | Marcatori | 6 Portjanko |

| Arbitri: | Diana-Carmen Florescu Anamaria Duţă |

|         |           |             |
| Ahlm 10 | Marcatori | 6 Jørgensen |

| Arbitri: | Zigmārs Stoļarovs Renārs Licis |

|              |           |           |
| Bajramoska 4 | Marcatori | 7 Gulldén |

| Arbitri: | Joanna Brehmer Agnieszka Skowronek |

|                      |           |                          |
| Burgaard, Nørgaard 7 | Marcatori | 5 Kamto Njitam, Baudouin |

| Arbitri: | Helena Crnojević Emina Kostecki-Radić |

|              |           |                  |
| Torstenson 5 | Marcatori | 4 Signate, Mendy |

| Arbitri: | Andreu Marín Ignacio García |

|              |           |                         |
| Augustesen 8 | Marcatori | 7 Crvenkoska, Portjanko |

### Gruppo C

#### Classifica finale
| Pos. | Squadra  | Pt | G | V | N | P | GF | GS | DR |
| ---- | -------- | -- | - | - | - | - | -- | -- | -- |
| 1.   | Ungheria | 4  | 3 | 2 | 0 | 1 | 83 | 80 | +3 |
| 2.   | Spagna   | 4  | 3 | 2 | 0 | 1 | 79 | 73 | +6 |
| 3.   | Germania | 2  | 3 | 1 | 0 | 2 | 58 | 63 | -5 |
| 4.   | Croazia  | 2  | 3 | 1 | 0 | 2 | 65 | 69 | -4 |

#### Risultati
| Arbitri: | Marlene Kroløkke Lythje Karina Christiansen |

|             |           |          |
| Steinbach 6 | Marcatori | 7 Martín |

| Arbitri: | Jiří Opava Pavel Válek |

|         |           |          |
| Zebić 9 | Marcatori | 9 Tomori |

| Arbitri: | Peter Brunovský Vladimír Čanda |

|          |           |         |
| Mangué 7 | Marcatori | 7 Zebić |

| Arbitri: | Charlotte Bonaventura Julie Bonaventura |

|           |           |        |
| Görbicz 9 | Marcatori | 5 Zapf |

| Arbitri: | Branka Marić Zorica Mašić |

|           |           |          |
| Tomori 12 | Marcatori | 7 Martín |

| Arbitri: | Andrėj Gousko Sjarhej Repkin |

|         |           |            |
| Zebić 5 | Marcatori | 4 Augsburg |

### Gruppo D

#### Classifica finale
| Pos. | Squadra    | Pt | G | V | N | P | GF | GS | DR  |
| ---- | ---------- | -- | - | - | - | - | -- | -- | --- |
| 1.   | Montenegro | 6  | 3 | 3 | 0 | 0 | 79 | 63 | +16 |
| 2.   | Russia     | 3  | 3 | 1 | 1 | 1 | 78 | 72 | +6  |
| 3.   | Romania    | 3  | 3 | 1 | 1 | 1 | 63 | 63 | 0   |
| 4.   | Islanda    | 0  | 3 | 0 | 0 | 3 | 56 | 78 | -22 |

#### Risultati
| Arbitri: | Andrėj Gousko Sjarhej Repkin |

|             |           |               |
| Bulatović 7 | Marcatori | 5 Bragadóttir |

| Arbitri: | Branka Marić Zorica Mašić |

|         |           |            |
| Curea 9 | Marcatori | 6 Chmyrova |

| Arbitri: | Jiří Opava Pavel Válek |

|            |           |                       |
| Postnova 5 | Marcatori | 6 Knežević, Radičević |

| Arbitri: | Marlene Kroløkke Lythje Karina Christiansen |

|              |           |            |
| Jónsdóttir 5 | Marcatori | 7 Brădeanu |

| Arbitri: | Charlotte Bonaventura Julie Bonaventura |

|                  |           |              |
| Postnova, Sen' 5 | Marcatori | 4 Jónsdóttir |

| Arbitri: | Peter Brunovský Vladimír Čanda |

|            |           |             |
| Brădeanu 6 | Marcatori | 9 Bulatović |

## Turno principale
| Qualificate alle semifinali           |
| Qualificate per la finale 5º/6º posto |

### Gruppo I

#### Classifica finale
| Pos. | Squadra   | Pt | G | V | N | P | GF  | GS  | DR  |
| ---- | --------- | -- | - | - | - | - | --- | --- | --- |
| 1.   | Norvegia  | 8  | 5 | 4 | 0 | 1 | 140 | 124 | +16 |
| 2.   | Serbia    | 7  | 5 | 3 | 1 | 1 | 124 | 118 | +6  |
| 3.   | Danimarca | 6  | 5 | 3 | 0 | 2 | 148 | 146 | +2  |
| 4.   | Svezia    | 5  | 5 | 2 | 1 | 2 | 127 | 127 | 0   |
| 5.   | Francia   | 4  | 5 | 2 | 0 | 3 | 111 | 115 | -4  |
| 6.   | Rep. Ceca | 0  | 5 | 0 | 0 | 5 | 121 | 141 | -20 |

#### Risultati
| Arbitri: | Diana-Carmen Florescu Anamaria Duţă |

|                           |           |             |
| Knedlíková, Kutlvašrová 6 | Marcatori | 10 Nørgaard |

| Arbitri: | Andreu Marín Ignacio García |

|           |           |            |
| Sulland 7 | Marcatori | 5 Baudouin |

| Arbitri: | Zigmārs Stoļarovs Renārs Līcis |

|           |           |              |
| Rajović 5 | Marcatori | 8 Torstenson |

| Arbitri: | Joanna Brehmer Agnieszka Skowronek |

|             |           |          |
| Chrenková 4 | Marcatori | 6 Ayglon |

| Arbitri: | Péter Horvárth Balázs Márton |

|        |           |            |
| Edin 9 | Marcatori | 10 Gulldén |

| Arbitri: | Andreu Marín Ignacio García |

|               |           |             |
| Damnjanović 8 | Marcatori | 5 Jørgensen |

| Arbitri: | Diana-Carmen Florescu Anamaria Duţă |

|             |           |              |
| Chrenková 7 | Marcatori | 7 Fogelström |

| Arbitri: | Andrėi Gousko Sjarhej Repkin |

|           |           |           |
| Rajović 5 | Marcatori | 4 Signate |

| Arbitri: | Péter Horváth Balázs Marton |

|                   |           |            |
| Alstad, Sulland 6 | Marcatori | 8 Burgaard |

### Gruppo II

#### Classifica finale
| Pos. | Squadra    | Pt | G | V | N | P | GF  | GS  | DR |
| ---- | ---------- | -- | - | - | - | - | --- | --- | -- |
| 1.   | Montenegro | 8  | 5 | 4 | 0 | 1 | 128 | 123 | +5 |
| 2.   | Ungheria   | 6  | 5 | 3 | 0 | 2 | 132 | 130 | +2 |
| 3.   | Russia     | 5  | 5 | 1 | 3 | 1 | 130 | 127 | +3 |
| 4.   | Germania   | 5  | 5 | 2 | 1 | 2 | 119 | 116 | +3 |
| 5.   | Romania    | 3  | 5 | 1 | 1 | 3 | 114 | 120 | -6 |
| 6.   | Spagna     | 3  | 5 | 1 | 1 | 3 | 128 | 135 | -7 |

#### Risultati
| Arbitri: | Charlotte Bonaventura Julie Bonaventura |

|                        |           |                |
| B. Fernández, Mangué 5 | Marcatori | 7 Neagu, Curea |

| Arbitri: | Jiří Opava Pavel Válek |

|               |           |             |
| Szucsánszki 8 | Marcatori | 9 Radičević |

| Arbitri: | Branka Marić Zorica Mašić |

|             |           |            |
| Steinbach 9 | Marcatori | 6 Chmyrova |

| Arbitri: | Helena Crnojević Emina Kostecki-Radić |

|           |           |            |
| Martín 11 | Marcatori | 7 Postnova |

| Arbitri: | Charlotte Bonaventura Julie Bonaventura |

|             |           |             |
| Steinbach 7 | Marcatori | 6 Bulatović |

| Arbitri: | Andrėe Gousko Sjarhej Repkin |

|          |           |                  |
| Vérten 7 | Marcatori | 6 Neagu, Nechita |

| Arbitri: | Joanna Brehmer Agnieszka Skowronek |

|                    |           |             |
| Fernández Ibanez 7 | Marcatori | 6 Bulatović |

| Arbitri: | Jiří Opava Pavel Válek |

|             |           |                      |
| Steinbach 8 | Marcatori | 7 Vădineanu, Nechita |

| Arbitri: | Helena Crnojević Emina Kostecki-Radić |

|                         |           |          |
| Rédei Soós, Kovacsics 5 | Marcatori | 7 Il'ina |

## Fase a eliminazione diretta

### Tabellone
|  | Semifinali | Semifinali | Semifinali |            |          | Finale          | Finale          | Finale          |  |
|  |            |            |            |            |          |                 |                 |                 |  |
|  | Norvegia   | Norvegia   | 30         |            |          |                 |                 |                 |  |
|  | Norvegia   | Norvegia   | 30         |            |          |                 |                 |                 |  |
|  | Ungheria   | Ungheria   | 19         |            |          |                 |                 |                 |  |
|  | Ungheria   | Ungheria   | 19         |            | Norvegia | Norvegia        | 31              |                 |  |
|  |            |            |            |            | Norvegia | Norvegia        | 31              |                 |  |
|  |            |            | Montenegro | Montenegro | 34       |                 |                 |                 |  |
|  | Serbia     | Serbia     | Montenegro | Montenegro | 34       | 26              |                 |                 |  |
|  | Serbia     | Serbia     |            |            |          | 26              |                 |                 |  |
|  | Montenegro | Montenegro | 27         |            |          | Finale 3º posto | Finale 3º posto | Finale 3º posto |  |
|  | Montenegro | Montenegro | 27         |            |          |                 |                 |                 |  |
|  |            |            |            |            |          |                 |                 |                 |  |
|  |            |            |            |            |          | Ungheria        | Ungheria        | 41              |  |
|  |            |            |            |            |          | Ungheria        | Ungheria        | 41              |  |
|  |            |            |            |            |          | Serbia          | Serbia          | 38              |  |

### Semifinali
| Arbitri: | Charlotte Bonaventura Julie Bonaventura |

|                          |           |           |
| Edin, Riegelhuth Koren 6 | Marcatori | 6 Görbicz |

| Arbitri: | Zigmārs Stoļarovs Renārs Līcis |

|             |           |            |
| Filipović 7 | Marcatori | 8 Knežević |

### Finale 5º posto
| Arbitri: | Branka Marić Zorica Mašić |

|                      |           |        |
| Burgaard, Nørgaard 8 | Marcatori | 6 Sen' |

### Finale 3º posto
| Arbitri: | Andrėi Gousko Sjarhej Repkin |

|              |           |                |
| Rédei Soós 9 | Marcatori | 7 3 giocatrici |

### Finale
| Arbitri: | Andreu Marín Ignacio García |

|           |           |             |
| Alstad 11 | Marcatori | 10 Knežević |

## Classifica finale
| Pos.    | Nazione    |
| ------- | ---------- |
| Oro     | Montenegro |
| Argento | Norvegia   |
| Bronzo  | Ungheria   |
| 4       | Serbia     |
| 5       | Danimarca  |
| 6       | Russia     |
| 7       | Germania   |
| 8       | Svezia     |
| 9       | Francia    |
| 10      | Romania    |
| 11      | Spagna     |
| 12      | Rep. Ceca  |
| 13      | Croazia    |
| 14      | Ucraina    |
| 15      | Islanda    |
| 16      | Macedonia  |

|  | Qualificata al campionato mondiale 2013                       |
|  | Ammessa ai play-off di qualificazione al campionato mondiale. |

## Statistiche

### Classifica marcatrici
Fonte:.
| Pos. | Nome               | Nazionale  | Reti |
| ---- | ------------------ | ---------- | ---- |
| 1    | Katarina Bulatović | Montenegro | 56   |
| 2    | Anita Görbicz      | Ungheria   | 41   |
| 2    | Milena Knežević    | Montenegro | 41   |
| 4    | Jovanka Radičević  | Montenegro | 40   |
| 5    | Linn Jørum Sulland | Norvegia   | 39   |
| 6    | Ann Grete Nørgaard | Danimarca  | 37   |
| 6    | Zsuzsanna Tomori   | Ungheria   | 37   |
| 8    | Anja Edin          | Norvegia   | 34   |
| 9    | Isabelle Gulldén   | Svezia     | 33   |
| 9    | Andrea Lekić       | Serbia     | 33   |
| 9    | Laura Steinbach    | Germania   | 33   |

## Premi individuali
Migliori giocatrici del torneo.
| Ruolo               | Giocatrice              |
| ------------------- | ----------------------- |
| Migliore giocatrice | Anja Edin               |
| Migliore difensore  | Anja Althaus            |
| Portiere            | Katrine Lunde Haraldsen |
| Ala sinistra        | Polina Kuznecova        |
| Terzino sinistro    | Sanja Damnjanović       |
| Centrale            | Andrea Lekić            |
| Terzino destro      | Katarina Bulatović      |
| Ala destra          | Jovanka Radičević       |
| Pivot               | Heidi Løke              |